# Lucas Achtschellinck

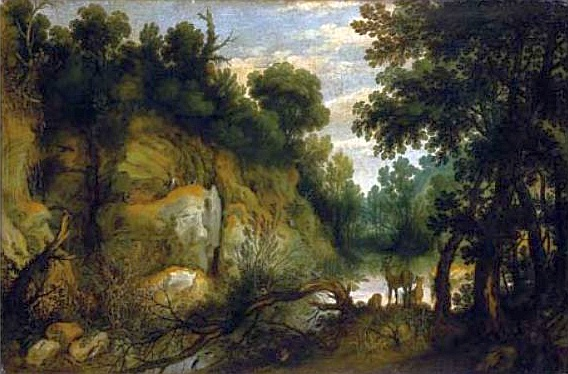
Paisaje fluvial con animales, óleo sobre lienzo, 76 x 114 cm, colección privada.

Lucas Achtschellinck (Bruselas 1626–1699) fue un pintor barroco flamenco, especializado en la pintura de paisaje.
Nació en Bruselas donde fue bautizado el 16 de enero de 1605. Entró como aprendiz de Pieter van der Borcht II en 1639 y aprendió la técnica de la pintura de paisaje con Lodewijk de Vadder. En 1657 fue aprobado como maestro en su ciudad natal, donde entre 1687 y 1689 desempeñó el cargo de decano de la corporación. Tuvo como discípulo a Theobald Michau.
Influido por Jacques d'Arthois, sus paisajes, inspirados en el bosque de Soignes, siguen los efectos atmosféricos de los paisajes de Rubens, amplificando su valor pictórico y decorativo por la utilización de sutiles gradaciones de color. De él se conocen algunos paisajes animados con escenas bíblicas pintados para iglesias y conventos y, como en otros casos, es posible que colaborase con otros maestros, a los que pudo proporcionar los fondos de paisaje además de ocuparse en la ejecución de cartones para tapices.